# PLEIADES
PLEIADES（プレアデス）は、EM Bandが2008年5月21日に発売した4枚目のアルバムである。

## 解説
ジャズトランペッターの故・メイナード・ファーガソンの追悼アルバム。メイナードが逝去後丸2年が経とうとしている時に考えたのが本作。エリック・ミヤシロはメイナードの未発表曲など9曲を選出。他にエリックが作曲した「PLEIADES」をアルバムに入れることにした。エリックは最後の「ロッキーのテーマ」（GONNA FLY NOW）も編曲。この曲はエリックの素直な気持ちが曲に現れている。

## 収録曲
1. PLEIADES
作曲・編曲：Eric Miyashiro
2. RIVER WHALE
作曲・編曲：Nick Lane
3. FRAME FOR THE BLUES
作曲・編曲：Slide Hampton
4. O QUE SERA
作曲：Chico Buarque
編曲：Denis DiBlasio
5. DANCE TO YOUR HEART
作曲：Maynard Ferguson & Nick Lane
編曲：Nick Lane
6. OLÉ
作曲：Maynard Ferguson&Slide Hampton
編曲：Slide Hampton
7. CLOSE THE DEAL
作曲・編曲：Chip McNeill
8. MARIA
作曲：Leonard Bernstein
編曲：Don Sebesky
9. TOMMY MEDLEY
作曲：Peter Townshend
編曲：Jay Chattaway
10. Theme from ROCKY“GONNA FLY NOW”
作曲：Bill Conti
編曲：Eric Miyashiro